# Ваханян, Габриэль
Габриэль Антуан Ваханян (фр. Gabriel Antoine Vahanian, арм. Գաբրիէլ Վահանեան; 24 января 1927, Марсель, Франция — 30 августа 2012, Страсбург, Франция) — франко-американский пресвитерианский теолог армянского происхождения. Развивал идею «теологии смерти Бога», умеренный представитель протестантской «секулярной теологии». 
В течение 26 лет преподавал в США, прежде чем закончить свою карьеру в Страсбурге, запомнившийся в академических кругах в 1960-х годов своей новаторскими работами по секулярной теологии. 

## Биография
Габриэль Ваханян родился в Марселе в семье беженцев от геноцида армян. Окончил лицей Валанса в 1945 году и протестантский богословский факультет в Париже. В Принстонской духовной семинарии получил степень магистра богословия в 1950 году и доктора философии в 1958 году за диссертацию «Протестантизм и искусство».
Преподавал в Сиракузском университете в течение 26 лет, в 1968 году основал там программу аспирантуры по религии и был её первым директором. Ваханян был одним из основателей первого совета директоров Американской религиозной академии в 1964 году.
В 1984 году перебрался в Страсбургский университет гуманитарных наук на считающийся наиболее престижным из постов профессоров по протестантизму во Франции. Свою академическую карьеру закончил в качестве почётного профессора культурного богословия в Университете имени Марка Блока и его преемнике, объединённом Страсбургском университете. На протяжении жизни оставался воцерковленным пресвитерианином и критиковал усилия по модернизации христианства.

## Работы
Ваханян получил образование в реформатской богословской традиции Жана Кальвина и Карла Барта и перевёл труд последнего «Вера Церкви». Одним из его французских протестантских современников был светский богослов и социальный критик Жак Эллюль.
Его первая книга, озаглавленная «Смерть Бога: культура нашей постхристианской эры» (1961), была объявлена Рудольфом Бультманом знаковой для развития богословской критики. В 1960-х годах многие наблюдатели стали рассматривать богословские труды Ваханяна, а также Харви Кокса, Пола Ван Бурена, Уильяма Гамильтона, Томаса Альтицера и Ричарда Рубинштейна как новое течение «смерти Бога» в христианстве и иудаизме. Однако, как отмечал консервативный евангелист Джон Уорик Монтгомери, позиция Вааняна была признана «безнадёжно консервативной для сторонников христианского атеизма».
Концепция Ваханяна лишь указывает, что человечество перешло из «христианской» в «постхристианскую» эру, когда традиционное понятие Бога как потустороннего, высшего существа стало излишним. Ваханян понимал «смерть Бога» как происходящую, когда Бог превращается в культурный артефакт, и был обеспокоен объективацией Бога.
Следом за Дитрихом Бонхёффером Ваханян указывал, что главная задача христианства состоит в добре для ближних как практической реализации заповедей христианской морали. Известны также его книги «Ждите без идолов» (1964), «Нет другого Бога» (1966), «Бог и утопия: Церковь в технологической цивилизации» (1977), «Христианская утопия» (1992), «Анонимный Бог» (2003), «Тиллих и новая религиозная парадигма» (2004) и «Похвала светскому» (2008).
Он писал статьи на разнообразные темы в такие журналы, как The Nation, The Christian Century, Réforme or Foi et Vie, Biblioteca dell’Archivio di filosofia. Он читал лекции по разным странам Северной Америки, Латинской Америки, Европы и Азии. В 2005 году его пригласили выступить в качестве основного докладчика на ежегодном съезде Ассоциации христианских исследований с лекцией на тему «Светский Христос: против религиозного местничества Востока и Запада». Его более поздние публикации включают . Его личные документы 1945—1971 годов хранятся в архивах Сиракузского университета.